# Pelaju
Pelaju is een bestuurslaag in het regentschap Banyuasin van de provincie Zuid-Sumatra, Indonesië. Pelaju telt 895 inwoners (volkstelling 2010).